# Return of the Champions
Return of the Champions es el primer álbum en vivo de la banda de rockQueen + Paul Rodgers, lanzado al mercado el 19 de septiembre de 2005, como parte de las grabaciones del concierto en Sheffield durante su recorido de la banda.

## Lista de canciones
Toda la voz principal fue realizada por Paul Rodgers, excepto donde se es especificado.

### Disco uno
1. "Reaching Out" (Black, Hill) - 1:10
2. "Tie Your Mother Down" (May) - 4:31
3. "I Want to Break Free" (Deacon) - 4:00
4. "Fat Bottomed Girls" (May) - 5:45
5. "Wishing Well" (Rodgers, Kossoff, Bundrick, Yamauchi, Kirke)
6. "Another One Bites the Dust" (Deacon) - 4:03
7. "Crazy Little Thing Called Love" (Mercury) - 4:36
8. "Say It's Not True" (Taylor) - 4:16
  - Voz por Taylor.
9. "'39" (May) - 4:40
  - Voz por May.
10. "Love of My Life" (Mercury) - 5:12
  - Voz por May.
11. "Hammer to Fall" (May) - 6:46
  - Voz por May y Rodgers.
12. "Feel Like Makin' Love" (Rodgers, Ralphs)
13. "Let There Be Drums" (Nelson, Podolor) - 3:43
14. "I'm In Love With My Car" (Taylor) - 3:37
  - Voz por Taylor.
15. "Guitar solo" (May) - 7:00
16. "Last Horizon" (May) - 4:45

### Disco dos
1. "These Are the Days of Our Lives" (Queen) - 4:41
  - Voz por Taylor
2. "Radio Ga Ga" (Taylor) - 6:00
  - Voz por Taylor y Rodgers
3. "Can't Get Enough" (Ralphs) - 4:23
4. "A Kind of Magic" (Taylor)
5. "I Want It All" (Queen) - 5:10
6. "Bohemian Rhapsody" (Mercury) - 6:20
  - Voz grabada de Mercury, luego voz de Rodgers
7. "The Show Must Go On" (Queen) - 4:34
8. "All Right Now" (Fraser, Rodgers) - 6:55
9. "We Will Rock You" (May) - 2:36
10. "We Are the Champions" (Mercury) - 4:31
11. "God Save the Queen" (Traditional, arr. May) - 1:36
12. "It's a Beautiful Day" (Remix)" (Queen)
  - Voz grabada de Mercury
13. "Imagine" (Lennon)
  - Voz por May, Taylor y Rodgers

Pistas 12-13 incluidas únicamente en el DVD.

## Personal
- Brian May
- Roger Meddows-Taylor
- Paul Rodgers
- Freddie Mercury
- Spike Edney
- Jamie Moses

## Curiosidad
- Originalmente habría otras 2 canciones más: "Lose Yourself" (Eminem) y "Under Pressure", pero fueron descartadas del CD y del DVD por razones descononcidas.

- Datos: Q836671